# Erionit

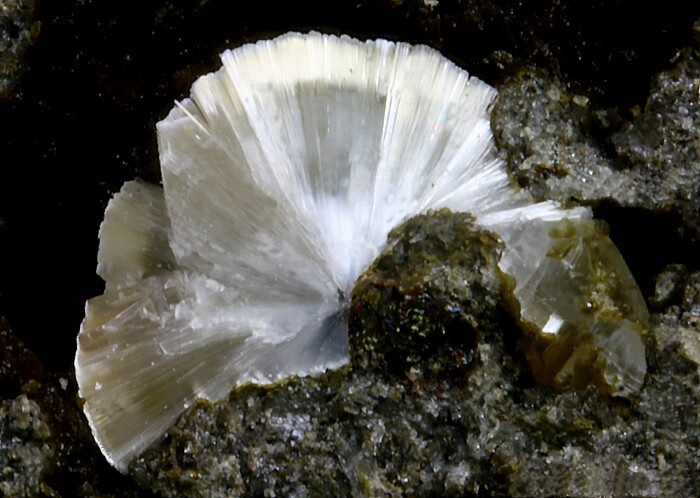
Aufgebrochenes, radialstrahliges Erionitaggregat (Größe: 3,5 mm) vom Berg Nero, San Pietro, Montecchio Maggiore, Italien

Erionit ist eine Sammelbezeichnung für die von der International Mineralogical Association (IMA) anerkannten Minerale und Endglieder einer lückenlosen Mischreihe, bestehend aus Erionit-Ca, Erionit-K und Erionit-Na. Diese selten vorkommenden Minerale gehören zur Familie der Zeolithe innerhalb der Mineralklasse der „Silikate und Germanate“ und kristallisieren im hexagonalen Kristallsystem mit folgender chemischer Zusammensetzung:
- Erionit-Ca: Ca5[Al10Si26O72]·31H2O[1]
- Erionit-K: K10[Al10Si26O72]·32H2O[1]
- Erionit-Na: Na10[Al10Si26O72]·24,6H2O[1]

Erionit findet sich vorwiegend in Form radialstrahliger oder faseriger, wollähnlicher Mineral-Aggregate, entwickelt selten aber auch prismatische Kristalle bis etwa 15 mm Länge mit hexagonalem Habitus. Bekannt sind auch Verwachsungen mit Offretit und Lévyn. In feinnadeliger, faseriger Aggregatform ist Erionit weiß und durchscheinend, gelegentlich auch durch Fremdbeimengungen gelblich verfärbt mit einem seidenähnlichen Glanz. Die Kristalle selbst sind farblos, durchsichtig und zeigen auf ihren Flächen Glasglanz. Auf der Strichtafel hinterlässt das Mineral entsprechend einen weißen Strich.
Als chemischer Stoff erhielt Erionit die CAS-Nummer 12510-42-8 (ehemals und inzwischen gelöschte CAS-Nr. 66733-21-9).

## Etymologie und Geschichte
Erstmals entdeckt wurde Erionit im Rhyolith-Tuff bei Durkee im Baker County im US-Bundesstaat Oregon und beschrieben 1898 von Arthur Starr Eakle, der das Mineral aufgrund seines meist wollähnlichen Aussehens nach dem griechischen Wort altgriechisch ἔριον /ěrion/ für „Wolle“ benannte.
1997 beschloss die „Kommission für neue Minerale, Mineralnamen und Klassifikation“ (englisch: Commission on new Minerals, Nomenclature and Classification; CNMNC) eine Neudefinition und Neubenennung vieler Minerale der Zeolithfamilie, zu der auch Erionit gehört. Nach Douglas S. Coombs et al. ist nicht mehr das als Mischreihe erkannte Erionit, sondern ihre Endglieder Erionit-Na (beschrieben 1969 von Sheppard und Gude), Erionit-K (beschrieben 1998 von Passaglia et al.) und Erionit-Ca (beschrieben 1967 von Harada et al.). als eigenständige Minerale anerkannt.
Seit dem Beschluss der CNMNC werden die Endglieder Erionit-Ca, Erionit-K und Erionit-Na in der „Liste der Minerale und Mineralnamen“ der IMA unter der Summenanerkennung „IMA 1997 s.p.“ (special procedure) geführt. Die ebenfalls von der IMA/CNMNC anerkannte Kurzbezeichnung (auch Mineral-Symbol) lautet für Erionit-Ca „Eri-Ca“, für Erionit-K „Eri-K“ und für Erionit-Na „Eri-Na“.

## Klassifikation
Bereits in der letztmals 1977 überarbeiteten 6. bzw. 1982 herausgegebenen 8. Auflage der Mineralsystematik nach Strunz gehörte der zu dieser Zeit noch als ein Mineral geltende Erionit zur Mineralklasse der „Silikate“ und dort zur allgemeinen Abteilung der „Gerüstsilikate (Tektosilikate)“, wo er zusammen mit Chabasit, Gmelinit, Lévyn und Offretit die „Chabasitgruppe“ mit der System-Nr. VIII/F.14 bildete.
Im zuletzt 2018 überarbeiteten und aktualisierten Lapis-Mineralienverzeichnis nach Stefan Weiß, das sich aus Rücksicht auf private Sammler und institutionelle Sammlungen noch nach dieser alten Form der Systematik von Karl Hugo Strunz richtet, erhielten die nun getrennten Endglieder Erionit-Na, Erionit-K und Erionit-Ca die System- und Mineralnummern VIII/J.26-90, VIII/J.26-92 und VIII/J.26-94. In der „Lapis-Systematik“ entspricht dies ebenfalls der Abteilung „Gerüstsilikate“, wobei in den Gruppen VIII/J.21 bis 27 die Minerale der „Zeolithgruppe“ einsortiert sind. Die Erionite bilden hier zusammen mit Bellbergit, Chabasit-Ca, Chabasit-K, Chabasit-Na, Chabasit-Mg, Chabasit-Sr, Gmelinit-Ca, Gmelinit-K, Gmelinit-Na, Lévyn-Ca, Lévyn-Na, Mazzit-Mg, Mazzit-Na, Offretit, Perlialit, Tschernichit und Willhendersonit die von System-Nr. VIII/J.26 bis 27 reichende Gruppe der „Würfelzeolithe“.
Auch die von der International Mineralogical Association (IMA) zuletzt 2009 aktualisierte 9. Auflage der Strunz’schen Mineralsystematik ordnet die Erionite in die Klasse der „Silikate und Germanate“, dort allerdings in die bereits feiner unterteilte Abteilung der „Gerüstsilikate (Tektosilikate) mit zeolithischem H2O; Familie der Zeolithe“ ein. Diese Abteilung ist zudem weiter unterteilt nach der Kristallstruktur, so dass die Erionite entsprechend ihrem Aufbau in der Unterabteilung „Zeolithe mit Ketten von Fünfer-Ringen“ zu finden sind, wo sie nur noch zusammen mit Bellbergit die unbenannte Gruppe 9.GD.20 bilden.
Die Systematik der Minerale nach Dana ordnet die Erionite in die Abteilung der „Gerüstsilikate: Zeolith-Gruppe“. Hier sind sie zusammen mit Chabasit-Ca, Chabasit-Na, Chabasit-K, Chabasit-Sr, Herschelit, Willhendersonit, Offretit, Gmelinit-Na, Gmelinit-Ca, Gmelinit-K, Faujasit-Na, Faujasit-Ca, Faujasit-Mg, Levyn-Ca, Levyn-Na und Tschortnerit in der Gruppe der „Chabasite und verwandte Arten“ mit der System-Nr. 77.01.02 innerhalb der Unterabteilung der „Echten Zeolithe“ zu finden.

## Kristallstruktur
Alle Minerale kristallisieren in der hexagonalen Raumgruppe P63/mmc (Raumgruppen-Nr. 194) mit den folgenden, sich nur geringfügig unterscheidenden Gitterparametern sowie jeweils einer Formeleinheit pro Elementarzelle:
- Erionit-Na: a = 13,21 Å und c = 15,05 Å
- Erionit-K: a = 13,23 Å und c = 15,07 Å
- Erionit-Ca: a = 13,33 Å und c = 15,09 Å

## Eigenschaften

### Morphologie
Auch wenn die feinen Kristallnadeln und -fasern wie Wolle aussehen und sich auch so anfühlen, sind sie dennoch aufgrund ihrer Sprödigkeit sehr empfindlich gegenüber mechanischer Belastung. Schon durch eine leichte Berührung können sie schnell zerstört werden.
Das asbestartige Fasermineral kann, ähnlich wie Asbest, zu einem Mesotheliom führen.
Bekannt wurde Erionit als Karzinogen (krebsfördernde Substanz), das vor allem in der Umgebung des türkischen Dorfes Tuzköy, aber auch in anderen Regionen Kappadokiens größere, oberflächennahe Vorkommen bildet und dort in den als Baumaterial verwendeten Tuffgesteinen zu finden ist. Die Krebsrate ist in diesen Gegenden aufgrund der Luftbelastung mit den feinen Mineralfasern überdurchschnittlich hoch (teilweise bis zu 100fach höher), weshalb die Dörfer aufgegeben und ihre Bewohner umgesiedelt werden sollen.

### Physikalische und optische Eigenschaften
Die Mohshärte für Erionit wird mit 3,5 bis 4 angegeben und ist abhängig vom Mischungsverhältnis der Kationen im Mischkristall. Die gemessene Dichte beträgt 2,08 und die aus den Kristalldaten berechnete Dichte 2,13 g/cm3.
Erionitkristalle zeigen eine undeutliche bis gute Spaltbarkeit nach dem Prisma. Bei ungerichteter Belastung verhalten sich die Kristalle allerdings spröde und brechen splitterig.
Als Mineral mit hexagonaler Symmetrie ist Erionit optisch einachsig mit (positiv) verlängertem Rotationsellipsoid. Die Brechungsindizes sind nε = 1,474 und nω = 1,471. Die Doppelbrechung ist mit 0,003 sehr gering.

## Bildung und Fundorte

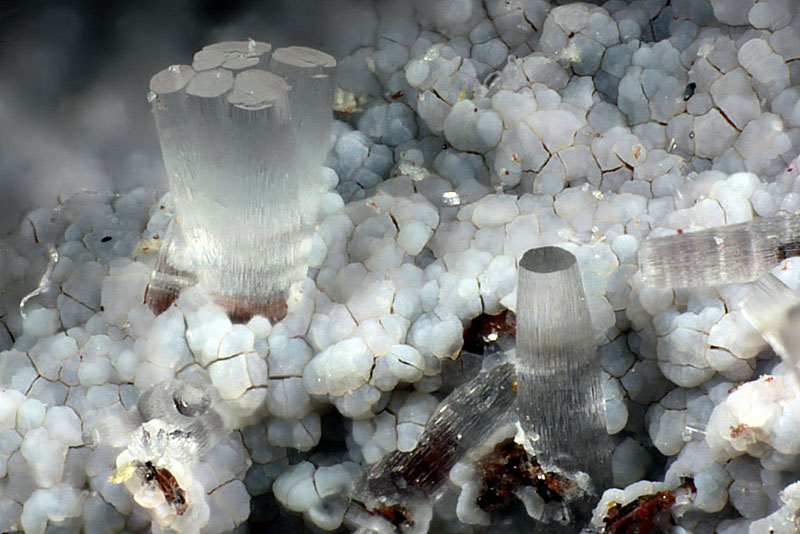
Farblose, prismatische Erionitkristalle vom Ajo Mountain, Pima County, Arizona, USA

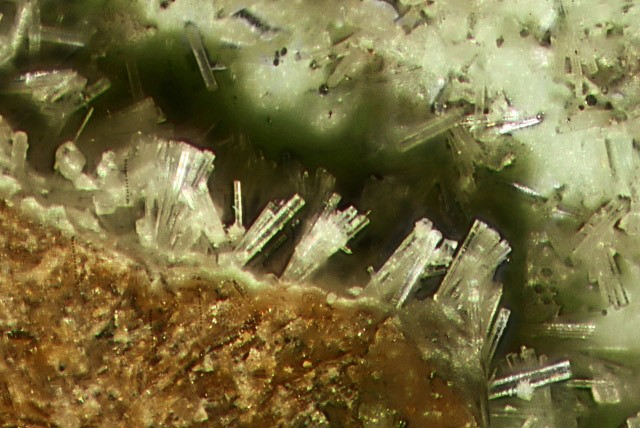
Erionit, verwachsen mit Offretit (Höhlenfüllung besteht aus Seladonit und Montmorillonit)

Erionite bilden sich in vulkanischen Gesteinen wie Basalt oder umgewandelten Rhyolith-Tuffen, aber auch durch Sedimentation von in Salzseen gefallener, vulkanischer Asche. Begleitminerale sind unter anderem Calcit, Dolomit, Montmorillonit, Opal, Quarz, Seladonit und verschiedene Zeolithe.
Weltweit sind für Erionite bisher rund 230 Fundorte dokumentiert (Stand: 2021), so unter anderem in der östlichen Antarktis, Australien, Bulgarien, Dänemark, Deutschland, Frankreich, Griechenland, Island, Italien, Japan, Kanada, Neuseeland, Österreich, Polen, Russland, Spanien, Tschechien, der Türkei, im Vereinigten Königreich (UK, Großbritannien) und den Vereinigten Staaten von Amerika (USA).
Konkret als Erionit-Na identifizierte Minerale konnten erstmals (Typlokalität) am Cady Mountain im US-amerikanischen San Bernardino County nachgewiesen werden, fand sich aber auch am Berg Nero bei Montecchio Maggiore (San Pietro) in Italien, auf der japanischen Insel Iki, bei Dunseverick im äußersten Norden des nordirischen Countys Antrim sowie ebenfalls in den USA liegend am Berg Killdeer im Dunn County (North Dakota) und in der „Durkee Fire Opal Mine“ im Baker County (Oregon).
Als Erionit-K identifizierte Minerale wurden vor allem bei Kamloops in Kanada, Otago auf Neuseeland sowie in mehreren Regionen der US-Bundesstaaten Arizona, Oregon und Washington gefunden, wobei Rome im Marion County (Oregon) als Typlokalität registriert ist.
Als Erionit-Ca identifizierte Minerale konnten unter anderem am Ettringer Bellerberg, einem Vulkan bei Ettringen (Eifel) in Deutschland; bei Yssingeaux in Frankreich; bei Oristano auf Sardinien sowie am Monte Fasolo (Euganeische Hügel) und am Berg Nero bei Montecchio Maggiore in Italien; bei Maze in der japanischen Präfektur Niigata; Ústí nad Labem in Tschechien; bei Tuzköy in der Türkei sowie in den US-Counties Dunn, Slope und Stark in North Dakota und im Tillamook County in Oregon.